# Vera Kuznetsova
Vera Kuznetsova –en ruso, Вера Кузнецова– es una deportista soviética que compitió en ciclismo en la modalidad de pista. Ganó una medalla de oro en el Campeonato Mundial de Ciclismo en Pista de 1977, en la prueba de persecución individual.

## Medallero internacional
| Campeonato Mundial | Campeonato Mundial         | Campeonato Mundial | Campeonato Mundial         |
| Año                | Lugar                      | Medalla            | Competición                |
| ------------------ | -------------------------- | ------------------ | -------------------------- |
| 1977               | San Cristóbal ( Venezuela) | Medalla de oro     | Persecución individual (A) |